# Bord
För andra betydelser, se Bord (olika betydelser).

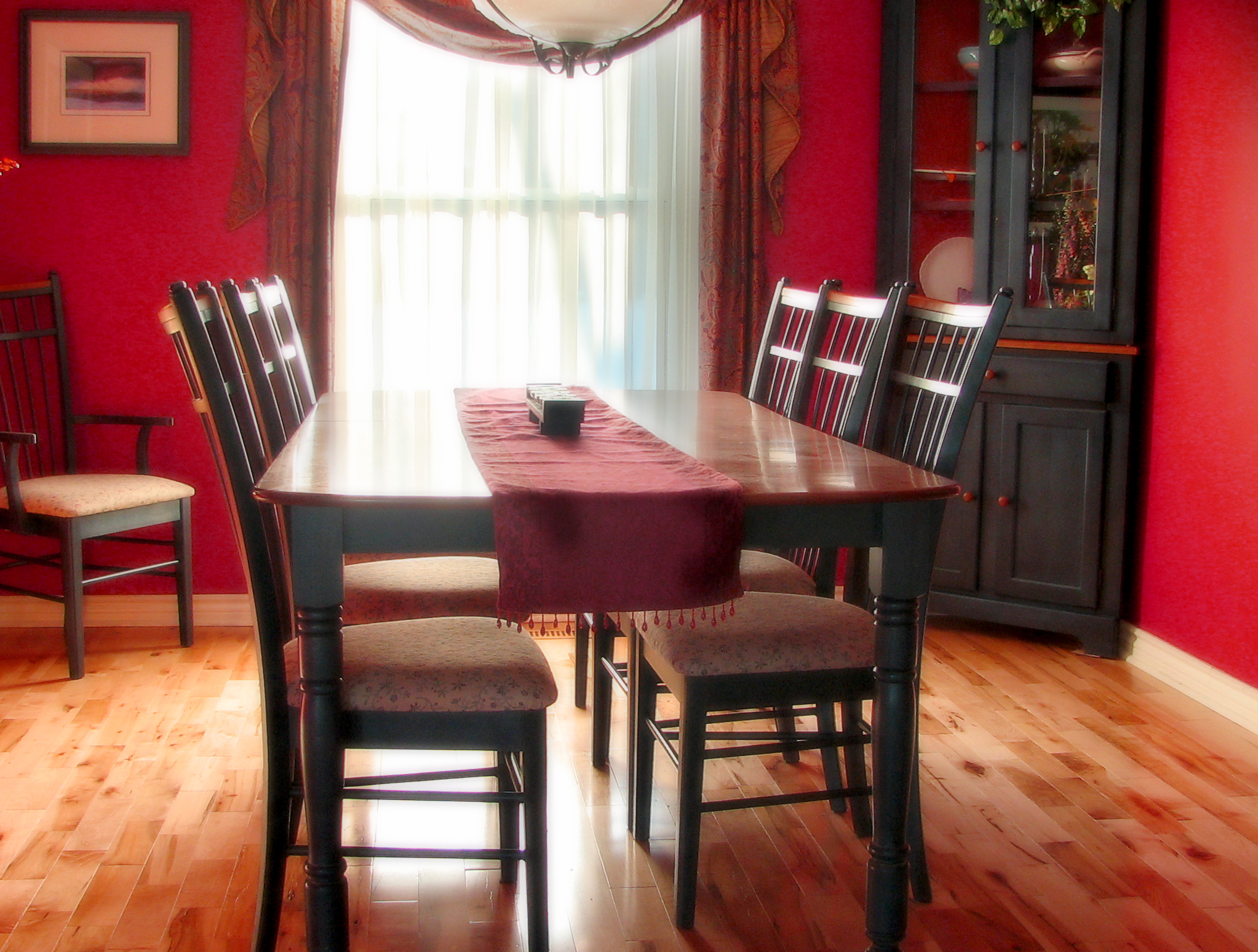
Matbord med stolar

Barockbord i ek (1600-talets slut), Hallwylska museet.

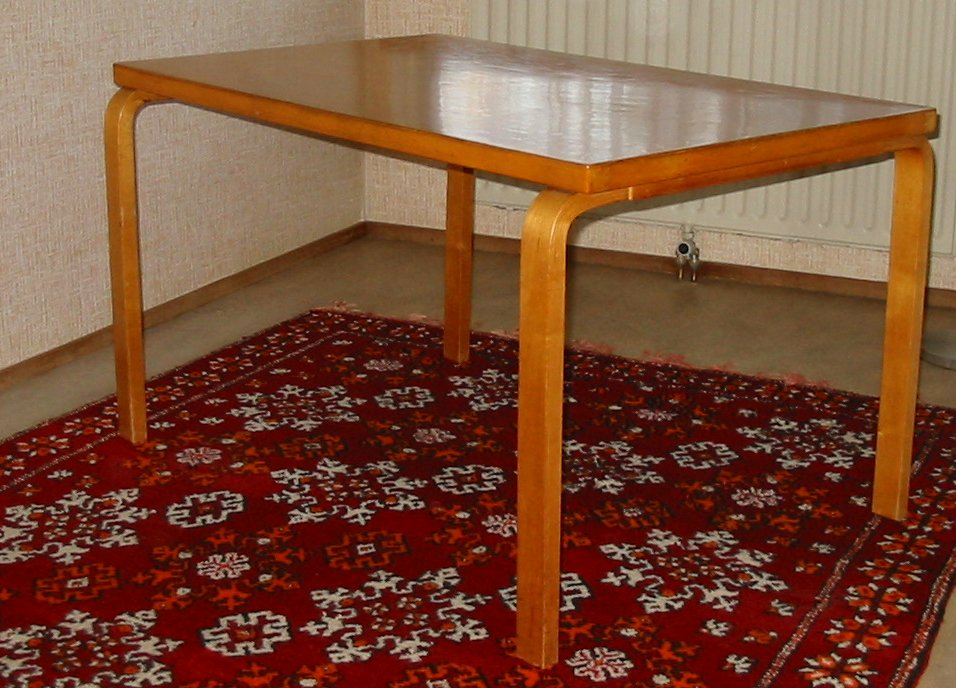
Ett bord utformat av den finske möbeldesignern Alvar Aalto.

Ett bord är en möbel med en vågrät, plan skiva, som kan användas exempelvis till att äta, arbeta eller sammanträda vid, eller som avställningsyta för föremål. Bord kan vara tillverkade av olika material såsom glas, trä, metall eller plast. Utformningen varierar stort, bordsskivan kan vara kvadratisk, rektangulär, rund eller asymmetriskt formad, till exempel "njurformad". Antalet ben varierar, vanligast är fyra ben, men det finns bord med ett, två eller tre ben. Även bord utan ben förekommer. De fästs då ofta i en vägg och får ökad stabilitet genom en tvärslå. Det är inte ovanligt att bordets storlek kan förändras genom tilläggsskivor som antingen placeras i bordsskivans delbara mitt eller läggs till i bordets yttre kanter.

## Etymologi
Bord härstammar från urgermanskans borða i betydelsen bräde eller ribba och har i svenskan haft betydelser som planka, skiva, lucka, och exempelvis specifikt om planka i fartygsskrovets sida, se bordläggning.

## Funktion
Bordets funktion är i huvudsak att utgöra ett förhöjt, plant underlag att placera föremål på. Det förhöjda läget gör att det är lättare att komma åt föremålen. Det finns även bord som tjänar som verktyg, exempelvis mätbordet som används av topografer och lantmätare. Bordet har i detta fall reglerbara ben och en skiva, varpå en kikare monterats, och med denna utrustning kan man göra precisa mätningar av landskapet. Ett annat exempel på ett verktygsbord är hyvelbänken.
Stolar sätts runt bordet för att sitta på, men vissa bordstyper är upphöjda till ståhöjd, så kallade barbord, vilket gör stolar överflödiga. I flera länder i Asien är det brukligt med lägre bord, där man sitter på kuddar direkt på golvet. I det romerska riket låg man till bords. I Japan finns det speciella Kotatsu-bordet som används som värmekälla.

## Typer av bord
Köksbord ingår i det vanliga möblemanget i köket - eller om ett särskilt matrum eller en matsal ingår i bostaden - har matbordet sin plats där. I vardagsrum hittar man ofta soffbord med låg höjd som används av dem som sitter i soffan för att ställa av kaffekoppar samt det som hör till eller glas och flaskor i andra sammanhang. På vardera sidan om soffan finns ofta lampbord. På arbetsplatser finns skrivbord som är utformade för kontorsgöromål. Ytterligare specialbord är ofta mindre, till exempel telefonbord, sybord, spelbord och nattygsbord. Bord kan också användas för sporter, till exempel bordtennisbord och biljardbord.
Slagbord är ett bord som kan förstoras eller förminskas genom att fällskivor fälls upp eller ned. Slagbordet anses vara en engelsk uppfinning och kom till Sverige på 1600-talet.